# Lipka (groupe)
Pour les articles homonymes, voir Lipka.
Lipka est un groupe de musique alternative suisse, originaire de Genève. 

## Biographie
Le groupe est formé en 2010, et composé de Félix Landis et Étienne Maître. En 2012, ils collaborent avec la chanteuse locale Danitsa sur la chanson Bottle. Ils signent au label Evidence Music et y publient, en 2013, leur premier album studio, l'éponyme Lipka. La même année, ils sont playlistés sur la compilation de la Demotape Clinic du M4music. 
En 2015, ils sont nommés aux prestigieux Swiss Live Talents à Berne dans la catégorie « meilleur groupe électro » et depuis quelque temps exposé mondialement avec l'utilisation de Union Square Kids, issu du premier album dans la vidéo de Geneva Tourism. Ils reviennent à la fin 2015 avec la sortie du single Change, premier extrait de leur second album, Grande Giocatore, qui sort le 3 juin 2016. En septembre 2016, Lipka est annoncé le jeudi 22 septembre 2016 à La Gravière en soutien à son nouvel album.

## Style musical et image
Il se démarque par la diversité des styles musicaux qu'ils abordent à travers leurs morceaux. Cette diversité vient directement des influences des deux fondateurs du groupe ; Félix Landis s'orientant plus vers le punk et le rock, tandis qu'Etienne Maître se rapprochant davantage de l'univers dancehall, reggae et électronique. C'est cette fusion des genres qui donne au groupe cette touche à la fois inclassable et définitivement unique. Pour La Tribune de Genève, « Quand on fusionne un touche-à-tout, Felix Landis, qui navigue entre punk, solo voix-guitare et rap en faux polonais, avec un DJ dancehall et reggae, Étienne Maître, ça donne Lipka, un prometteur groupe de pop genevois. »
Sur scène le duo propose un show énergique et frénétique. Étienne Maître est au synthétiseur tandis que Félix Landis s'occupe de la partie guitare et chant. Ils se sont déjà produits sur de nombreuses scènes Suisse : dans l'émission Pl3in le Poste pour les repérages de la radio Couleur 3 en 2015 en interprétant "Peanuts" issu de leur premier album ou encore au festival Luzernerfest en 2015. Ils sont parfois rejoint par un troisième membre à la batterie. 

## Discographie
- 2013 : Lipka (Evidence Music)
- 2016 : Grande Giocatore (Evidence Music)